# Московский авиационный институт
Моско́вский авиацио́нный институ́т (МАИ, национальный исследовательский университет; в советское время — московский ордена Ленина, ордена Октябрьской Революции авиационный институт имени Серго Орджоникидзе) — российское высшее учебное заведение, одно из ведущих в сфере авиации и космонавтики, расположенное в Москве. Институт основан 20 марта 1930 года. 31 марта 2015 года приказом Минобрнауки проведена реорганизация МАИ путём присоединения к нему МАТИ.
Из-за вторжения России на Украину в отношении института введены санкции всех стран Евросоюза, США и других стран.

## История

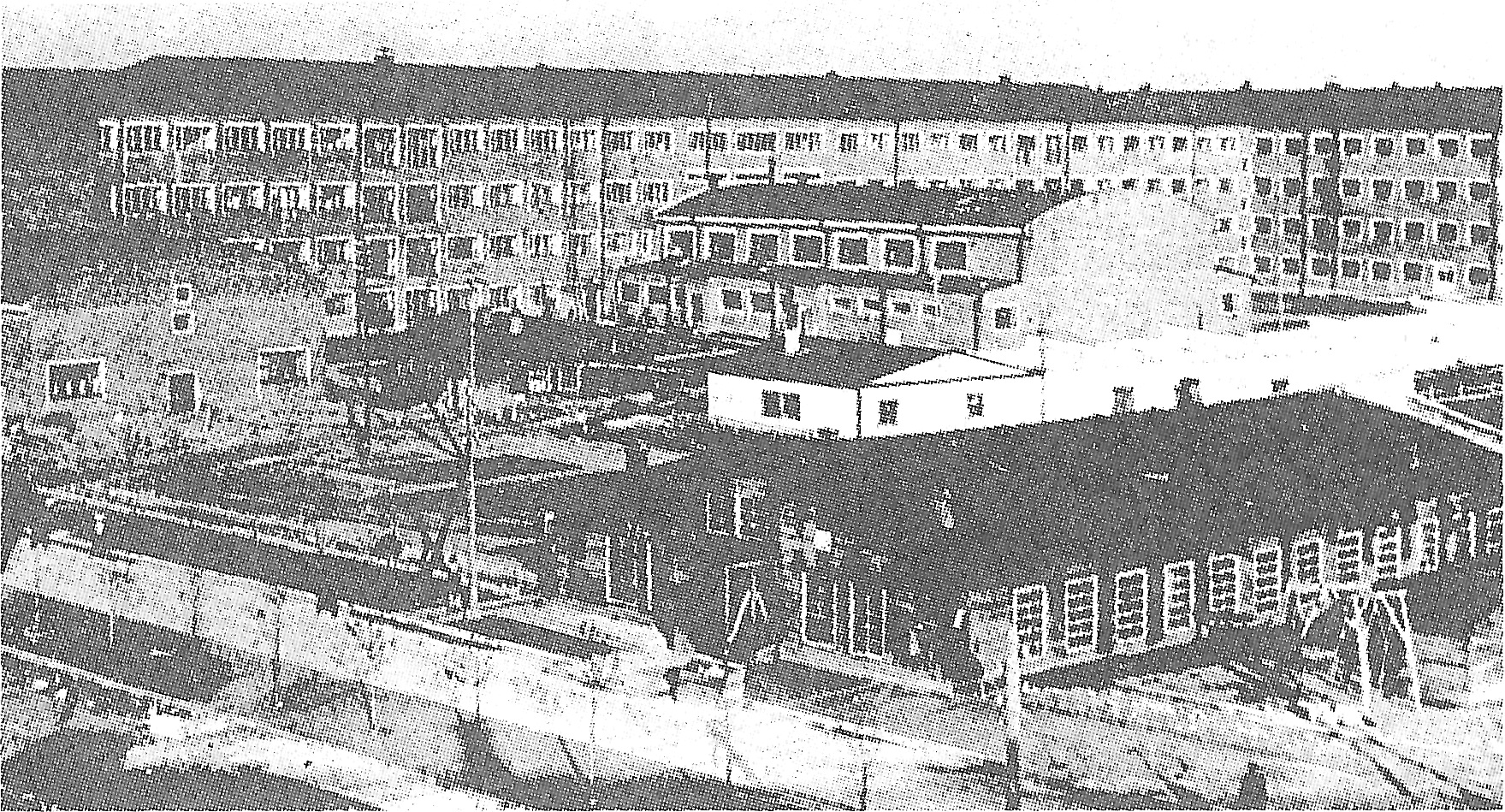
Первое здание МАИ — корпус № 3 в 1935 г.

В 1909 г. по инициативе профессора Н. Е. Жуковского в Императорском московском техническом училище (МВТУ) началось чтение курса теоретических основ воздухоплавания.
17 сентября 1929 г. приказом ВСНХ СССР № 124 авиационное отделение механического факультета МВТУ преобразовано в аэромеханический факультет.
Индустриализация в СССР потребовала подготовки за период с 1930 по 1935 г. около 435000 инженерно-технических специалистов, в то время как их число в 1929 г. составляло 66000.
20 марта 1930 г. на базе аэромеханического факультета приказом ВСНХ СССР было создано Высшее аэромеханическое училище (ВАМУ).
20 августа 1930 г. на базе ВАМУ был создан Московский авиационный институт. Поначалу занятия проходили на Ольховской улице, затем вузу было предоставлено здание на 5-й Тверской-Ямской улице. К началу учебного года (1930—1931) в ВАМУ были переведены студенты авиационного факультета Ленинградского политехнического института — 120 человек — и Томского технологического института — 19 человек. В составе МАИ, также как и в ВАМУ, было три отделения: самолётостроительное, моторостроительное и воздухоплавания.
В январе 1931 года начальником института был назначен М. В. Бойцов, который за короткий период руководства институтом (до сентября 1931 года) сделал существенный вклад в определение перспектив его развития. Был определён и утверждён земельный участок на развилке Ленинградского и Волоколамского шоссе под строительство зданий МАИ, этим работам придан статус «ударной стройки». В составе института созданы три бюро по проектированию учебно-лабораторных зданий. С 10 мая 1931 года институт перешёл на факультетскую систему организации учебного процесса. Воздухоплавательный факультет был переименован в дирижаблестроительный.
22 сентября 1932 года решением ЦКК—РКИ на базе дирижаблестроительного факультета МАИ был образован Московский дирижаблестроительный институт, который решением Совета Народных Комиссаров СССР от 8 апреля 1939 г. реорганизован в Московский институт инженеров Гражданского воздушного флота им. К. Э. Циолковского (позднее Российский государственный технологический университет имени К. Э. Циолковского).
К 1933 году было построено первое собственное здание института (в настоящее время основной корпус № 3 института «Системы управления, информатика и электроэнергетика») на развилке Волоколамского и Ленинградского шоссе (где основная территория вуза находится и по сей день).
10 марта 1933 года на базе Московского авиационного инженерно-экономического института (МАИЭИ) и кафедр организации производства и конкретной экономики организован инженерно-экономический факультет МАИ.
16 декабря 1935 года указом Президиума ЦИК СССР было присвоено имя народного комиссара тяжёлой промышленности Серго Орджоникидзе.
К осени 1941 года правительство приняло решение об эвакуации института в Алма-Ату. После разгрома германских войск под Москвой был поставлен вопрос о возобновлении деятельности института в Москве, и уже со 2 февраля 1942 г. начался учебный процесс в московских помещениях института.
В 1945 году заслуги коллектива МАИ во время войны были отмечены высокой правительственной наградой — орденом Ленина. Кроме того, 119 преподавателей, сотрудников и студентов института были награждены орденами и медалями.
В 1945 году в МАИ создана кафедра специальных (реактивных) двигателей (заведующий кафедрой профессор Н. В. Иноземцев). С этого в МАИ началась подготовка специалистов по воздушно-реактивным и жидкостно-реактивным двигателям, а затем и по другим ракетным специальностям.
В 1946 году тренер женской баскетбольной команды МАИ Г. К. Румянцев разработал эмблему в виде самолётика на щите. Изначально это была эмблема спортклуба МАИ, а в 1993 году она стала официальной эмблемой института.

Академический знак выпускника МАИ (50-60 гг)

Весной 1955 года к 25-летию МАИ по инициативе и при непосредственном участии ректора института Николая Викторовича Иноземцева был создан нагрудный академический знак для выпускников МАИ. На одном из эскизов знака Н. В. Иноземцев изобразил МиГ-15, силуэт которого до сих пор украшает знак МАИ (с небольшими изменениями).
В 1956 году группа преподавателей МАИ выехала в Пекин для оказания организационной и методической помощи в создании Пекинского авиационного института (ПАИ), в настоящее время переименован в университет Бэйханг (Пекинский университет авиации и космонавтики). Преподаватели МАИ на протяжении ряда лет проводили в ПАИ все виды учебных занятий.

Современный Академический знак выпускника МАИ

В 1956—1975 годах осуществлён второй этап строительства МАИ. Количество аудиторных корпусов, учебных и научных лабораторий, производственных помещений доведено до 35. С ростом института изменялась и его структура, добавлялись новые факультеты и кафедры. Итогом этого этапа стало превращение авиационного института, ранее ориентированного в основном на самолётную и частично вертолётную технику, в аэрокосмический политехнический университет, обеспечивающий подготовку кадров для широкого круга научных и проектно-конструкторских организаций в авиационной и ракетно-космической отрасли.
В 1959 году создана кафедра «Проектирование и конструкция ЛА» для подготовки специалистов в области ракетно-космической техники. С момента организации и до 1990 года кафедрой руководил первый заместитель главного конструктора С. П. Королёва, академик В. П. Мишин (выпускник МАИ 1941 года). Кафедра положила начало широкой подготовке кадров для ракетно-космической отрасли и послужила базой для организации в последующем (1968) Аэрокосмического факультета.
В 1967 году при кафедре «Проектирование и конструкции ЛА» создано первое в СССР студенческое КБ космической техники «Искра».
В 1970 году в соответствии с межправительственным соглашением между СССР и Индией (1966) МАИ принял участие в создании факультета авиационной техники при Бомбейском технологическом институте. Более 20 профессоров и преподавателей МАИ работали в БТИ с 1970 по 1974 год.
26 октября 1978 года в Советском Союзе осуществлён первый успешный запуск студенческого искусственного спутника Земли «Радио-2»(«Искра-4А»), созданного СКБ МАИ «Искра».
В 1980 году за большой вклад в дело подготовки специалистов, в год своего пятидесятилетия институт был награждён орденом Октябрьской Революции.
В 1998 году создан факультет Иностранных языков, который ведёт подготовку специалистов по связям с общественностью и лингвистов для авиационной отрасли.
7 октября 2009 года Московскому авиационному институту был присвоен статус национальный исследовательский университет.
По случаю 80-летия вуза Президент России Дмитрий Медведев направил сотрудникам вуза поздравительную телеграмму:
Ваш вуз внёс значительный вклад в развитие отечественной науки, авиационной и ракетно-космической промышленности. За прошедшие годы подготовил более 140 тысяч выпускников, среди которых известные учёные, лётчики-космонавты, руководители и ведущие инженеры предприятий аэрокосмической и оборонной отрасли.

Сегодня в стенах МАИ ведутся фундаментальные и прикладные исследования в целом ряде областей, среди которых наноматериалы и нанотехнологии. Институт обладает современной технической базой и уникальной инфраструктурой и по праву входит в число национальных исследовательских университетов.
31 марта 2015 года приказом Минобрнауки проведена реорганизация МАИ путём присоединения к нему МАТИ.

## Университет сегодня
Особенности жизни и учёбы в университете во многом определяются его столичным расположением, общим числом студентов (ныне около 20 тыс. человек, в советское время — до 26 тыс. на всех курсах и факультетах, что по Москве уступает только МГУ), наличием Военного учебного центра (в составе Военного института МАИ, ведущего подготовку сержантов и офицеров как запаса, так и для службы по контракту), а также преимущественно техническими специальностями подготовки в нём. При таком большом числе студентов МАИ, в отличие от МГУ, не имеет отдельной строки в гос. бюджете РФ, поэтому снабжается в целом по общероссийским нормативам высшей школы (то есть весьма скудно).[значимость факта?]

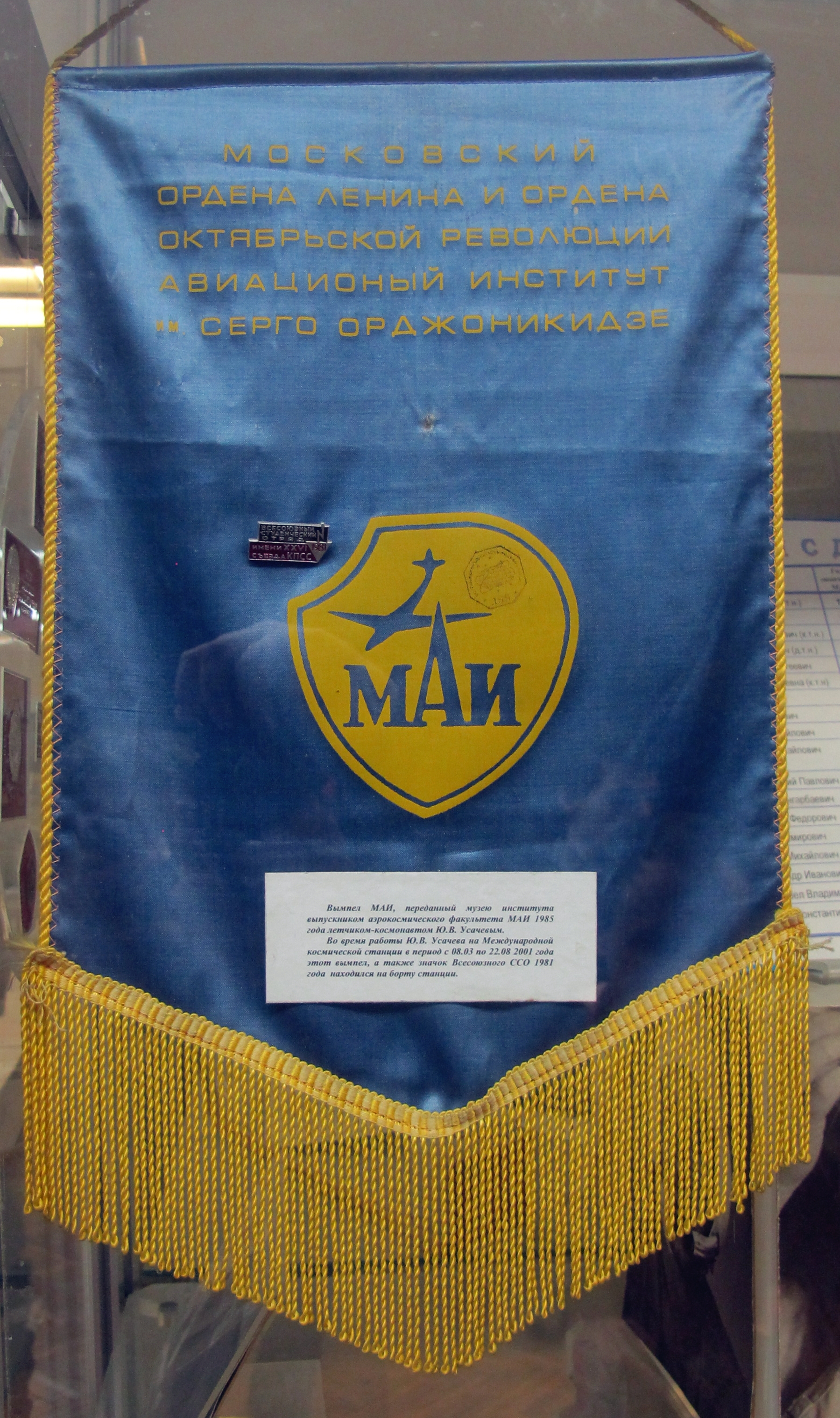
Вымпел МАИ, побывавший на МКС во время работы лётчика-космонавта Ю. В. Усачёва

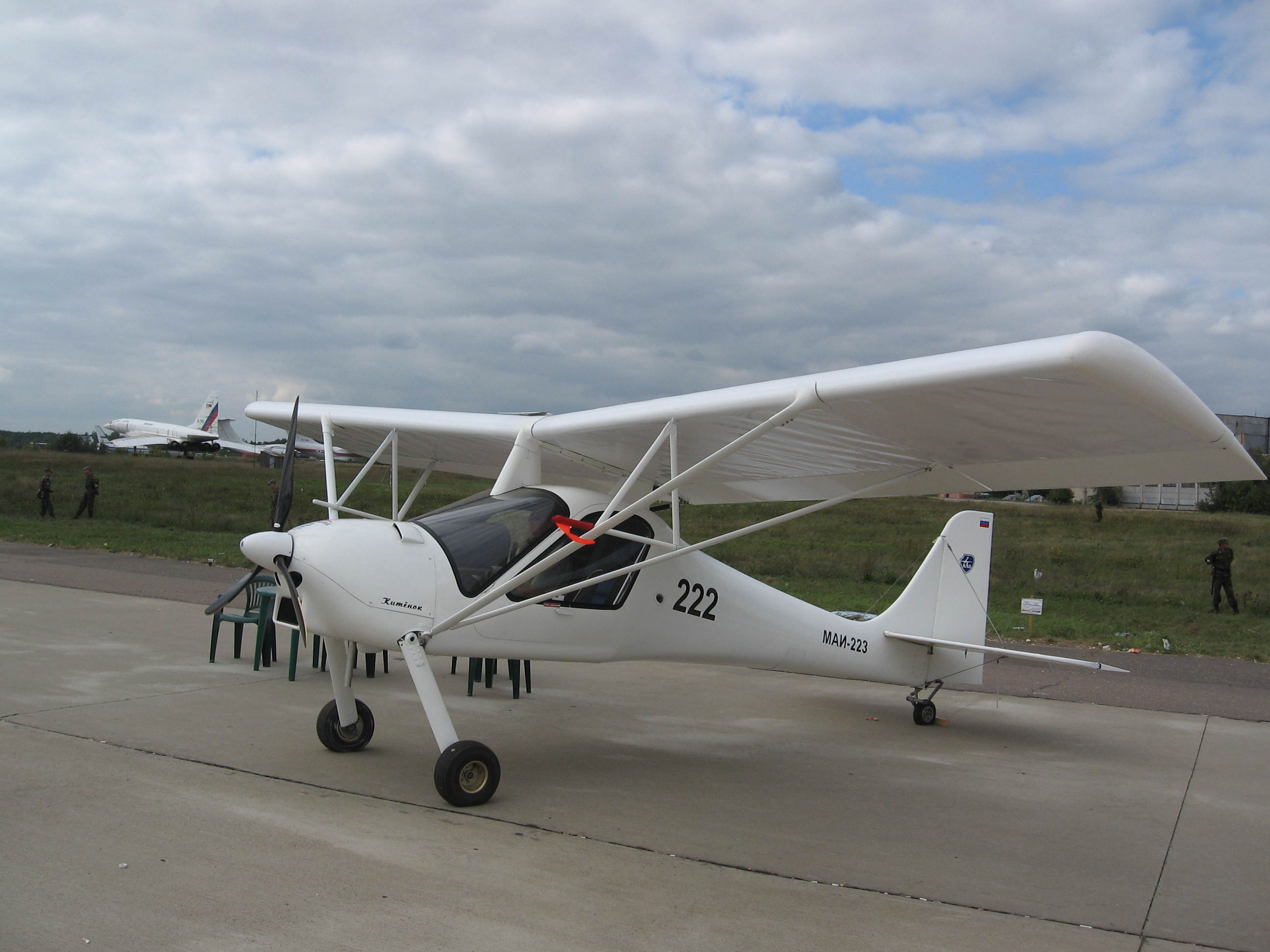
МАИ-223 «Китёнок»

## Учебная деятельность МАИ
В МАИ по различным формам обучения в 13 институтах и 5 филиалах обучаются около 20 000 человек.

### Институты
- № 1 «Авиационная техника»
  - кафедра 101 «Проектирование и сертификация авиационной техники»
  - кафедра 102 «Проектирование вертолётов»
  - кафедра 104 «Технологического проектирования и управления качеством»
  - кафедра 105 «Аэродинамика летательных аппаратов»
  - кафедра 106 «Динамика и управление летательных аппаратов»
- № 2 «Авиационные, ракетные двигатели и энергетические установки»
  - кафедра 201 «Теория воздушно-реактивных двигателей»
  - кафедра 202 «Ракетные двигатели»
  - кафедра 203 «Конструкция и проектирование двигателей»
  - кафедра 204 «Авиационно-космическая теплотехника»
  - кафедра 205 «Технология производства двигателей летательных аппаратов»
  - кафедра 207 «Метрология, стандартизация и сертификация»
  - кафедра 208 «Электроракетные двигатели, энергетические и энергофизические установки»
- № 3 «Системы управления, информатика и электроэнергетика»
  - кафедра 301 «Системы автоматического и интеллектуального управления»
  - кафедра 304 «Вычислительные машины, системы и сети»"
  - кафедра 305 «Пилотажно-навигационные и информационно-измерительные комплексы»
  - кафедра 307 «Цифровые технологии и информационные системы»
  - кафедра 309 «Теоретическая электротехника»
  - кафедра 310 «Электроэнергетические, электромеханические и биотехнические системы»
  - кафедра 311 «Прикладные программные средства и математические методы»
  - кафедра 315 «Управление высокотехнологичными предприятиями»
  - кафедра 316 «Системное моделирование и автоматизированное проектирование»
  - кафедра 317 «Управление инновациями»
  - кафедра 319 «Системы интеллектуального мониторинга»
- № 4 «Радиоэлектроника, инфокоммуникации и информационная безопасность»
  - кафедра 402 «Радиосистемы и комплексы управления, передачи информации и информационная безопасность»
  - кафедра 404 «Конструирование, технология и производство радиоэлектронных средств»
  - кафедра 405 «Теоретическая радиотехника»
  - кафедра 406 «Радиофизика, антенны и микроволновая техника»
  - кафедра 408 «Инфокоммуникации»
  - кафедра 410 «Радиолокация, радионавигация и бортовое радиоэлектронное оборудование»
- № 5 «Инженерная экономика и гуманитарные науки»
  - кафедра 501 «Менеджмент и маркетинг высокотехнологичных отраслей промышленности»
  - кафедра 502 «Экономика промышленности: учёт, анализ и аудит»
  - кафедра 505 «Инновационная экономика, финансы и управление проектами»
  - кафедра 507 «Экономическая теория»
  - кафедра 509 «Экономика аэрокосмической промышленности»
  - кафедра 510Б «Информационные технологии в экономике и менеджменте»
  - кафедра 512 «Управление персоналом»
  - кафедра 514 «Социология, психология и социальный менеджмент»
  - кафедра 515 «Государственное управление и социальные технологии»
  - кафедра 516 «Энергетический сервис и управление энергосбережением»
  - кафедра 517 «Философия»
  - кафедра 518 «История»
  - кафедра 519 «Физическое воспитание»
- № 6 «Аэрокосмический»
  - кафедра 601 «Космические системы и ракетостроение»
  - кафедра 602 «Проектирование и прочность авиационно-ракетных и космических изделий»
  - кафедра 604 «Системный анализ и управление»
  - кафедра 608 «Проектирование аэрогидрокосмических систем»
  - кафедра 609 «Прикладная информатика»
  - кафедра 610 «Управление эксплуатацией ракетно-космических систем»
  - кафедра 611Б «Системный анализ и проектирование космических систем»
  - кафедра 614 «Экология, системы жизнеобеспечения и безопасность жизнедеятельности»
- № 7 «Робототехнические и интеллектуальные системы»
  - Кафедра 701 «Авиационные робототехнические системы»
  - Кафедра 702 «Системы приводов авиационно-космической техники»
  - Кафедра 703 «Системное проектирование авиакомплексов»
  - Кафедра 704 «Информационно-управляющие комплексы»
  - Кафедра 705Б «Бортовая автоматика беспилотных космических и атмосферных летательных аппаратов»
  - Кафедра 707Б«Внешнее проектирование и эффективность авиационных комплексов»
- № 8 «Компьютерные науки и прикладная математика»
  - кафедра 801 «Физика»
  - кафедра 802 «Мехатроника и теоретическая механика»
  - кафедра 804 «Теория вероятностей и компьютерное моделирование»
  - кафедра 805 «Математическая кибернетика»
  - кафедра 806 «Вычислительная математика и программирование»
  - кафедра 810Б «Информационные технологии в моделировании и управлении» (кафедра 810Б, базовая при ФИЦ «Информатика и управление РАН»)
  - кафедра 811 «Моделирование динамических систем»
  - кафедра 812 «Математика»
  - кафедра 813 «Компьютерная математика»
- № 9 «Общеинженерная подготовка»
  - кафедра 902 «Сопротивление материалов, динамика и прочность машин»
  - кафедра 903 «Перспективные материалы и технологии аэрокосмического назначения»
  - кафедра 904 «Инженерная графика»
  - кафедра 908 «Физическая химия»
  - кафедра 910Б «Механика наноструктурных материалов и систем»
  - кафедра 912Б «Авиационные материалы и технологии в медицине»
  - кафедра 914 «Проектирование сложных технических систем»
- № 10 «Иностранные языки»
  - кафедра И-11 «Иностранный язык для аэрокосмических специальностей»
  - кафедра И-12 «Лингвистика и переводоведение»
  - кафедра И-13 «Иностранный язык для физико-математических и инженерных специальностей»
  - кафедра И-14 «Иностранный язык для технологических специальностей»
  - кафедра И-15 «Реклама и связи с общественностью в высокотехнологических отраслях»
- № 11 «Институт материаловедения и технологий материалов»
  - «Материаловедение и технология обработки материалов» (МиТОМ)
  - «Природная и техногенная безопасность и управление риском» (ПТБиУР)
  - «Технологии и системы автоматизированного проектирования металлургических процессов» (ТиСАПРМП)
  - «Технологии композиционных материалов, конструкций и микросистем» (ТКМКиМ)
  - «Управление качеством и сертификация» (УКС)
  - «Физика конструкционных материалов» (ФКМ)
- № 12 «Аэрокосмические наукоёмкие технологии и производства»
  - «Радиоэлектроника, телекоммуникации и нанотехнологии» (РТН)
  - «Стартовые комплексы» (СК)
  - «Технологии производства приборов и информационных систем управления летательных аппаратов» (ТППИСУЛА)
  - «Технология испытаний и эксплуатации» (ТИЭ)
  - «Технология производства и эксплуатации двигателей летательных аппаратов» (ТПЭДЛА)
  - «Технология производства летательных аппаратов» (ТПЛА)

- № 14 «Передовая инженерная школа»
  - кафедра 1401 «Комплексное проектирование сложных технических систем»

- Военный институт МАИ (реорганизованный из военной кафедры, позднее факультета военного обучения (ФВО))
  - кафедра «Летательных аппаратов»
  - кафедра «Авиационного вооружения»
  - кафедра «Радиоэлектронного оборудования»
  - кафедра «Космических войск»
  - кафедра «Зенитных ракетных систем ближнего действия»
  - кафедра «Зенитных ракетных комплексов средней дальности»
  - кафедра «Ракетных войск стратегического назначения»
  - кафедра «Управления военных представительств Министерства обороны Российской Федерации»
  - кафедра «Общевоенной подготовки»

### Филиалы
- «Восход» (Байконур)
- «Взлёт» (Ахтубинск)
- «Стрела» (Жуковский)

Филиал МАИ «Восход» в городе Байконур

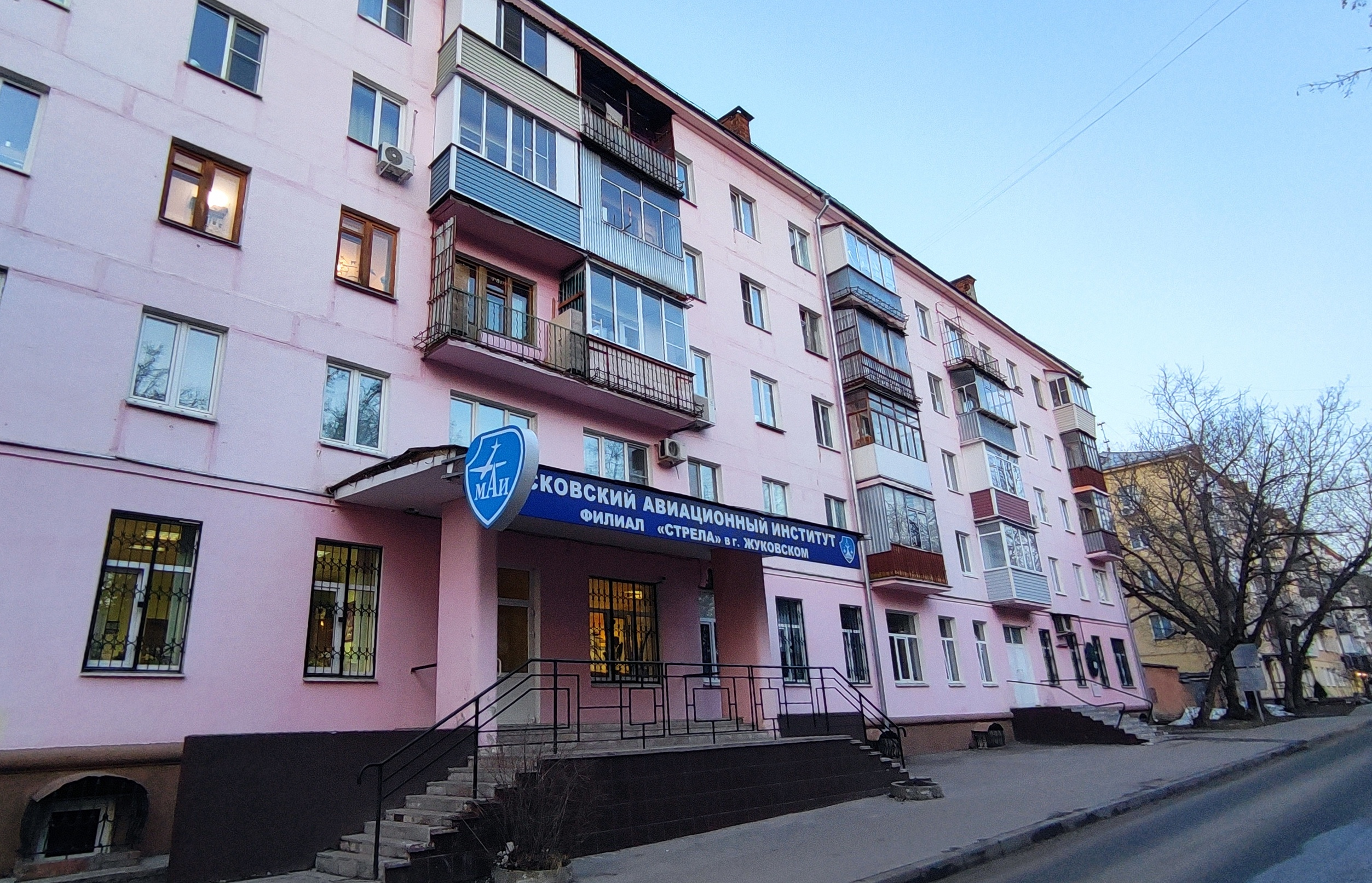
Филиал МАИ «Стрела» в городе Жуковском

- «Ракетно-космическая техника» (Химки)
- Ступинский филиал МАИ (Ступино)

## Начальники, директора и ректоры МАИ
Вначале руководители института назывались начальниками (2), затем — директора́ми (12), а с 1961 года по сегодняшний день — ректорами.
Г. П. Судаков, Я. А. Горшков, М. В. Бойцов, А. В. Вольский и Б. Я. Бурак были осуждены по сфабрикованным «контрреволюционным» статьям, многие из них погибли, не дождавшись реабилитации в 1950-х годах.
По состоянию на 2022 год среди всех руководителей МАИ было четыре академика РАН (И. Ф. Образцов, Ю. А. Рыжов, А. М. Матвеенко, М. А. Погосян) и шесть профессоров.
1. 1930, март—сентябрь Георгий Петрович Судаков [1900—1937] (первый директор ВАМУ-МАИ) — менее 1 года
2. 1930, сентябрь—декабрь Яков Агеевич Горшков [1882—?] (директор) — менее 1 года
3. 1931, январь—сентябрь Матвей Васильевич Бойцов [1890—1958] (директор) — менее 1 года
4. сентябрь 1931 — ноябрь 1932 Август Васильевич Вольский [1891—1938] (начальник) — 1 год
5. февраль 1933 — ноябрь 1935 Борис Яковлевич Бурак [1900—1937] (начальник и директор) — 2 года
6. январь 1935 — октябрь 1936 Наум Соломонович Зайдель [1897—?] (директор, выпустил приказ о присвоении институту имени Серго Орджоникидзе) — 2 года
7. октябрь 1936 — июль 1937 Виктор Флавианович Бобров [1884—1946] (директор) — 1 год
8. август 1937 — июнь 1938 Семён Ильич Беляйкин [1896—1945] (директор) — менее 1 года
9. июль 1938—1943 (октябрь 1941 — сентябрь 1943 в эвакуации в Алма-Ате) Михаил Фёдорович Семичастнов [1899—1957] (директор) — 5 лет
10. 1942, январь—апрель Владимир Николаевич Михальский [1903—?] (директор в Москве) — менее 1 года
11. 1942—1945 Александр Иванович Михайлов [1905—1988] (директор) — 3 года
12. 1945—1949 Николай Викторович Иноземцев [1902—1956] (директор) — 4 года
13. 1950—1954 Михаил Никитич Шульженко [1895—1982] (директор) — 4 года
14. 1954—1956 Николай Викторович Иноземцев (второй раз) — 2 года
15. 1956—1958 Георгий Владимирович Каменков [1908—1966] (директор) — 2 года
16. 1958—1972 Иван Филиппович Образцов [1920—2005] (директор, ректор с 1961 года) — 14 лет
17. 1972—1986 Иван Тимофеевич Беляков [1919—1996] — 14 лет
18. 1986—1992 Юрий Алексеевич Рыжов [1930—2017] — 6 лет
19. 1992—2007 Александр Макарович Матвеенко (1939—2021) — 15 лет
20. 2007—2015 Анатолий Николаевич Геращенко (1949—2022) — 8 лет
21. 2015—2016 Александр Викторович Рождественский (и. о.) — менее 1 года
22. 2016—2016 Вячеслав Алексеевич Шевцов (и. о.) — менее 1 года[20]
23. 2016 — н. в. Михаил Асланович Погосян (род. 1956)

## Научная деятельность МАИ
Московский авиационный институт (национальный исследовательский университет) — ведущий высокотехнологичный вуз России, обеспечивающий подготовку инженерных кадров и проведение передовых научных исследований мирового уровня. На базе университета реализуются образовательные и научные проекты в области комплексного конструирования и математического моделирования, беспилотных летательных аппаратов, двигательных и энергетических установок, электрификации инженерных систем, технологий гиперзвука, искусственного интеллекта, BigData, интернета вещей, сервиса высокотехнологичной техники, аддитивных технологий и композиционных материалов, а также роботизации и др.
Приоритетные направления развития научной деятельности университета:
- авиационные системы;
- ракетно-космические системы;
- энергетические системы;
- IT и информационно-телекоммуникационные системы;
- новые материалы и производственные технологии;
- диверсификация применения технологий аэрокосмического комплекса.

МАИ участвует во всех крупных проектах своих партнёров, взаимодействует с ведущими зарубежными и российскими профильными корпорациями, такими как COMAC, ENAC, Safran, BrahMos Aerospace, Hindustan Aeronautics, ГК «Ростех», ГК «Роскосмос», и др.
Наряду с образовательной деятельность институт выполняет научно-исследовательские работы в интересах ряда отраслей промышленности.
В МАИ действуют аспирантура и диссертационные советы.
В аспирантуре МАИ осуществляется подготовка по 15 направлениям, на которые возможно поступить на места, финансируемые за счет федерального бюджета и за счет оплаты обучения физическими или юридическими лицами. Возможен целевой прием по заявкам организаций оборонно-промышленного комплекса.
Результатом научной деятельности МАИ является ряд разработок, внедрённых в разные направления науки, техники, медицины, сельского хозяйства и т. д.
Научные публикации МАИ:
- Список публикаций МАИ в научной электронной библиотеке elibrary.ru (451464 статей на 02.03.2022), большая часть книг по данной ссылке не указана.

## Учебно-авиационная база «Алферьево»

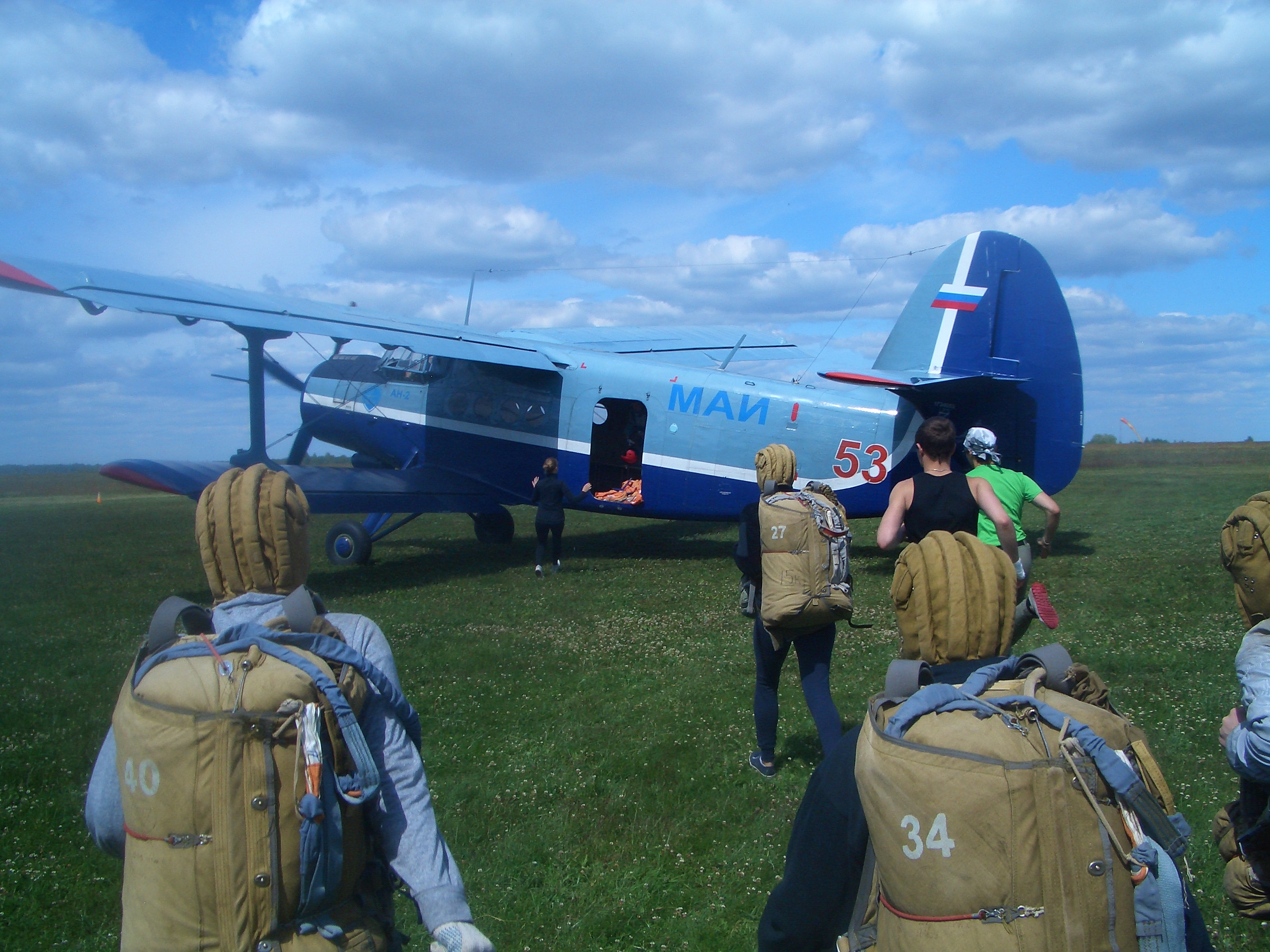
Ан-2ТД и парашютисты

Уникальным видом учебного процесса является лётно-эксплуатационная практика студентов, проводящаяся с 1977 года в Авиационном центре (вблизи посёлка Алферьево Волоколамского района), имеющим аэродром, самолёты, квалифицированный лётный и технический персонал.
В течение месяца практики студенты, вначале на пилотажных стендах института, а затем в Авиационном центре постигают искусство пилотирования самолётов. Это позволяет будущим конструкторам ближе познакомиться с пилотажными характеристиками самолётов.
Такая практика не проводится ни в одном другом вузе России и за рубежом. За 45-летний период она охватила более 4000 студентов.
Большая работа по созданию её методики, организации и проведению была отмечена премией Правительства Российской Федерации.

## Рейтинги
| Годы | Национальный рейтинг университетов Interfax | Forbes | РАЭКС | RUR  | QS BRICS | QS WUR Ranking By Subject | QS EECA | THE   | MOSIUR  |
| ---- | ------------------------------------------- | ------ | ----- | ---- | -------- | ------------------------- | ------- | ----- | ------- |
| 2022 | 24↑                                         |        | 21=   | 454↑ | =        | 301-350                   | 173↓    | 1201+ | 801-900 |
| 2021 | 26-27↑                                      | 32↓    | 21↑   | 480↑ | =        | 251-300                   | 152↑    | 1201+ | 701-800 |
| 2020 | 29-32↑                                      | 27↑    | 23↑   | 490↑ | =        |                           | 153↓    | 1001+ | 801-900 |
| 2019 | 33↑                                         | 31↑    | 25↑   | 522↓ | 105↑     |                           | 140↓    | 1001+ | 801-900 |
| 2018 | 40↓                                         | 33     | 27↑   | 515↑ | 113↑     |                           | 117↑    | 1001+ |         |
| 2017 | 25-27↑                                      |        | 32↑   | 526↓ | 131↓     |                           |         | -     |         |
| 2016 | 28-29↓                                      |        | 35↓   | 510↑ | 121↑     |                           | 121=    | -     |         |
| 2015 | 20↑                                         |        | 28↑   | 557↑ | 131↑     |                           | 121=    | -     |         |
| 2014 | 20-21↑                                      |        | 29↑   | -    | -        |                           | -       | -     |         |
| 2013 | 24-25↑                                      |        | 32=   | -    | -        |                           | -       | -     |         |
| 2012 | 23-26↑                                      |        | 32↑   | -    | -        |                           | -       | -     |         |
| 2011 | 31-35↑                                      |        | 33↑   | -    | -        |                           | -       | -     |         |

## Дворец культуры и техники МАИ
На базе Дворца культуры и техники МАИ работают творческие коллективы, проводятся разнообразные мероприятия, встречи, фестивали, концерты, театрализованные представления, спектакли и пр. В 1979 году народному коллективу — агиттеатру МАИ под руководством Михаила Задорнова присуждена Премия Ленинского комсомола.
29—30 января 1989 года во Дворце прошла учредительная конференция Всесоюзного добровольного историко-просветительского общества «Мемориал». На открытии присутствовал Андрей Сахаров.
В настоящее время продолжает свою работу студенческий театр «СТАФ» под руководством Татьяны Каковкиной (основан в 1975 году) и другие творческие коллективы. На сцене ДК МАИ выступали А. Пугачёва, В. Высоцкий, В. Цой, Л. Лещенко, А. Градский, О. Газманов, А. Маршал, А. Райкин, М. Задорнов, Е. Черникова, Л. Измайлов и др. ДК МАИ стал известной рок-площадкой, где выступали группы «Ария», «Алиса», «Машина времени», «Ногу свело!», «Король и Шут». Сборная Московского Авиационного института является финалистами Высшей лиги КВН в 2022-2023 годах, обладателями «Большого КиВиНа в светлом» в Светлогорске на фестивале Голосящий КиВиН.

## Известные учёные и преподаватели
См. Преподаватели Московского авиационного института

## Известные выпускники

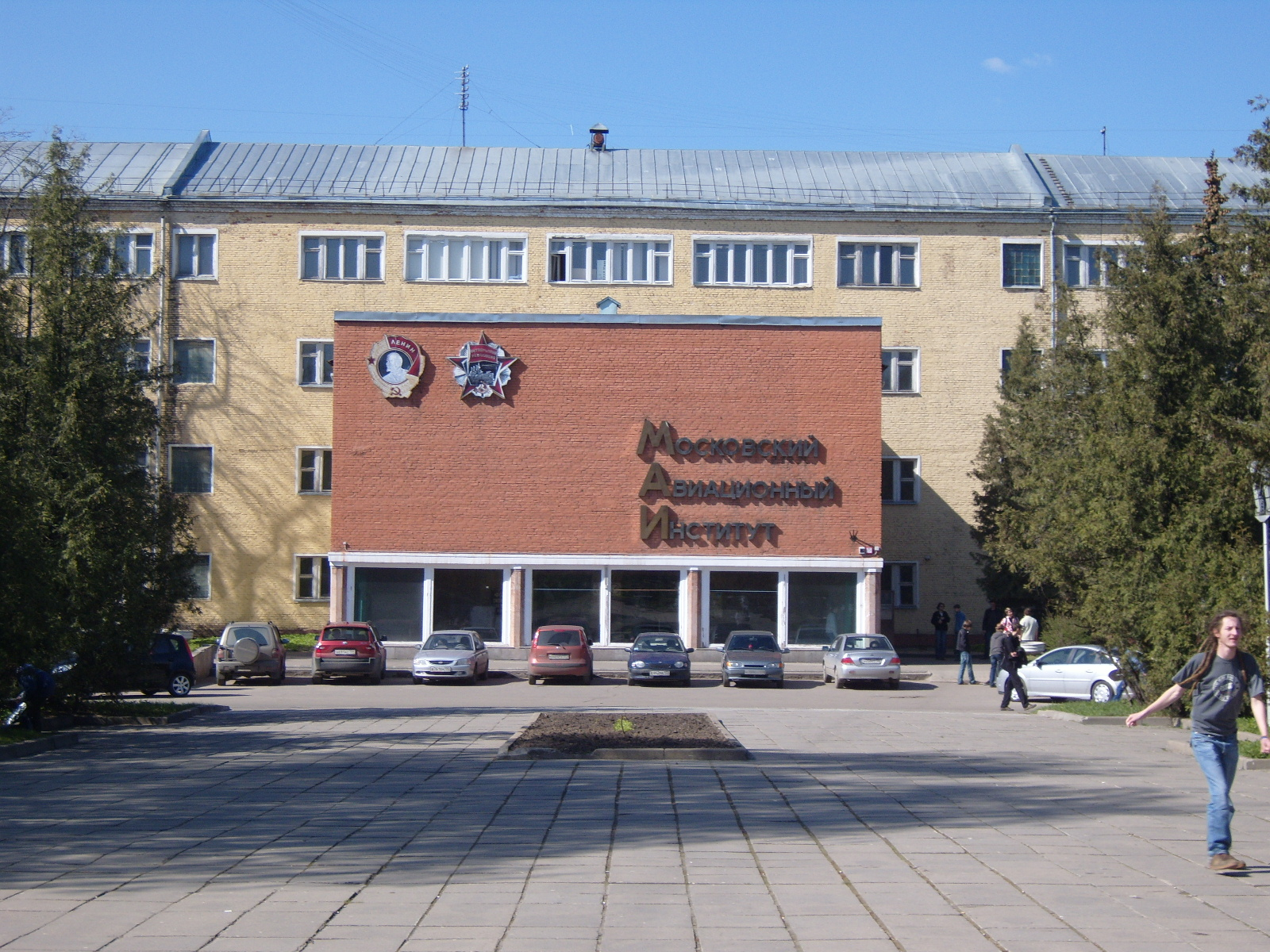
3-й корпус МАИ

За время своего существования МАИ выпустил более 175 тысяч инженеров (без учёта выпускников МАТИ), в их числе: более 250 генеральных и главных конструкторов и иных руководителей организаций промышленности, более 60 выпускников, ставших академиками и членами-корреспондентами АН СССР и РАН, 23 лётчика-космонавта (в том числе выпускник МАТИ Константин Козеев).
См. Выпускники Московского авиационного института

## Санкции
30 сентября 2022 года, на фоне вторжения России на Украину, Московский авиационный институт попал под экспортные ограничения США. 4 октября 2022 года США ввели санкции в отношении Московского авиационного института «за приобретение и попытки приобретения предметов американского происхождения для поддержки вооруженных сил России».
16 декабря 2022 года в отношении института введены санкции стран Евросоюза из-за связи с военно-промышленным сектором России.
9 июня 2022 года Московский авиационный институт включен в санкционный список Украины, 25 января 2023 года попал под санкции Швейцарии, 27 января 2023 года под санкции Японии.

## Общественная деятельность
В МАИ в течение многих лет было весьма распространено движение студенческих строительных отрядов, бойцы которых помогли в более ранние сроки и с хорошим качеством построить множество зданий и сооружений в разных уголках СССР.
В истории института есть и примеры создания сводных педагогических отрядов. Так, в 1958 году под руководством зам. декана радиофакультета Нины Александровны Морозовой вместе со студентами МГПИ и МОПИ создали в 1958 году Сводный студенческий отряд, который стал одним из структурных подразделений детского дома под руководством студента МАИ — Миши Ландо. Этот детский дом привлёк ребят тем, что жил особенной жизнью — его возглавлял не кто иной, как воспитанник и продолжатель дела А. С. Макаренко, а в годы ВОВ — отважный разведчик, чей вклад в Победу был отмечен орденом и целым рядом медалей, Семён Афанасьевич Калабалин (прообраз Семёна Карабанова из книги «Педагогическая поэма»). Из считавшихся до того безнадёжных ребят руководство детдома по методикам А. С. Макаренко и при существенной помощи шефов — студентов сводного отряда МАИ и др. вузов, смогло коренным образом улучшить воспитательную обстановку в детдоме и воспитать немало достойных людей, среди которых — и выпускники МАИ, кандидаты наук, внёсшие свой посильный вклад в развитие науки и техники.